# Olsen-banden deruda'
Olsen-banden deruda' er en dansk film fra 1977. Det er den 9. i rækken af Olsen-banden-filmene og den første uden Børge.
Et af temaerne i denne Olsen-banden-film er Egons potentielle senilitet, som Yvonne, Benny og Kjeld ikke forsømmer at gøre ham opmærksom på. Filmens traditionelle, indledende kup går således i vasken, da Egon ikke kan huske pengeskabets "zonetal".
Filmen var en gigantisk succes i biograferne med over en million solgte billetter og er den næstmest sete danske film i nyere filmhistorie - kun overgået af forgængeren Olsen Banden ser rødt.

## Medvirkende
- Ove Sprogøe – Egon Olsen
- Morten Grunwald – Benny Frandsen
- Poul Bundgaard – Kjeld Jensen
- Kirsten Walther – Yvonne Jensen
- Claus Ryskjær – Georg
- Paul Hagen – Hansen
- Ove Verner Hansen – Bøffen
- Axel Strøbye – Kriminalassistent Jensen
- Dick Kaysø – Politiassistent Holm
- Holger Juul Hansen – Kørelærer Larsen
- Karl Stegger – Vagtmand i Verdensbanken
- Arthur Jensen – Parkeringsvagt
- Bjørn Watt Boolsen – J.M.R. Holm Hansen Jr.
- Pouel Kern – Afgående vagtmand
- Birger Jensen – Yngre vagtmand
- Ejner Federspiel – Vagt i K.T.A.S.
- Jørgen Beck – Vagtmand
- Edward Fleming – Vagtmand
- Poul Thomsen – Købmand
- Solveig Sundborg – Buspassager
- Ernst Meyer – Mand der giver Hallandsen bilnøgler
- Holger Vistisen – Mand foran bank
- Holger Perfort – Forvalter
- Sisse Reingaard – Bilist I gul Renault 5
- Magnus Magnusson – Bilist I bil med flyttegods på taget
- Kirsten Hansen-Møller – Passager
- Ole Andreasen – tv-speaker

## Handling
Egons traditionelle modtagelseskomité ved Vridsløse er denne gang suppleret med Georg (Claus Ryskjær). Han er en moderne tyv med tjek på elektronik og EDB, men på bundlinien er det de gamle røver-dyder, der virker. Olsen Banden opdager, at en korrupt bagmand, Holm-Hansen vil videresælge EF's smørpukkel til Rusland, efter at have købt den med sorte penge. Pengene er deponeret og sendt til hvidvask i den stort set uindtagelige danske afdeling af Verdensbanken. Lige en sag for trekløveret, der dog generes ikke så lidt af Yvonnes bestræbelser på at tage kørekort og Kjelds forøgede deltagelse i pasning af hjemmet. Kriminalassistent Jensen (Axel Strøbye) og hans assistent (Dick Kaysø) sørger ufrivilligt for, at Olsen Banden får arbejdsro.

## Om filmen
Filmens titel Olsen-banden Deruda' hentyder til scenen, hvor den afsluttende biljagt skal til at begynde. I denne scene skal de til at jagte Hansen og Bøffen, men da Benny skal til at sætte sig ind på førersædet, stopper Yvonne ham straks, hvorefter hun hentyder til, at det ikke kun er mænd, der kan køre bil. Efterfølgende kommer denne dialog:
Kørelærer Larsen: "Vi drejer til venstre".
Yvonne: "Så må jeg huske at se bagud".
Kørelærer Larsen: Skidt med det Fru. Jensen - bare deruda."
Når kørelærer Larsen siger "bare deruda" betyder det til "bare kør, vi tager det som det kommer". Ordet "deruda" (gadeslang: "dauda") stammer fra adverbiet "derudad", som betyder: afsted i en retning der fremgår af sammenhængen om bevægelse til fods, på cykel eller i et køretøj.
Som i de fleste andre film i serien er Bennys bil en vigtig rekvisit. Modellen skifter ganske vist i løbet af de 13 film, men i de fleste af filmene er der tale om en lettere rusten 50'er-Chevrolet Impala eller Bel Air. I denne film er det en 59’er Chevrolet Impala.
Filmen tager fat i forskellige temaer fra 1970'erne, hvor Danmark var blevet medlem af EF i 1973 men efterfølgende måtte kæmpe med forskellige kriser. I filmen har EF en smørpukkel, som bliver solgt til russerne, og dermed købt af sorte penge. På daværende tidpunkt omkring 1970'erne, var der masser af smør i Danmark, som gjorde at prisen på smør var meget lav. Men smøret smelter i togvognene hvor det har stået meget længe. Derfor stiger prisen på smør i Danmark, på grund af EF's handelssanktioner.
Der optræder flere computere i Olsenbanden deruda' eller EDB-systemer som man kaldte dem i 1977. Egon er meget mistroisk overfor dem. Yvonnes nevø Georg bruger dem derimod til tyveriet idet han tilslutter telefonen til hans computer, så den bliver forbundet med computercentralens computer, og dermed får han koden og informationerne for at låse døren op. Alle er meget nervøse og bange for om det kommer til at lykkes, da det var ret nyt på tidspunktet og man derfor har en slags frygt for det nye teknologi.

## Trivia
Musikken i radioen under Bøffens scene i gyngestolen sender en hilsen til Sommer i Tyrol. Først til Schuhplattler på bænke-scenen umiddelbart efter kejserens belæring af Josepha, derefter til kejserens forudgående afrejse og hjuldampersejlads. Sidstnævnte er dog i lighed med ouverturen til Elverhøj i O. ser rødt blevet strakt en anelse for at følge den visuelle komik.

## Ekstern henvisning
- Olsen-banden deruda' på Internet Movie Database (engelsk)
- Olsen-banden deruda' på Filmdatabasen
- Olsen-banden deruda' på danskefilm.dk
- Olsen-banden deruda' på danskfilmogtv.dk
- Olsen-banden deruda' på Scope
- Olsen-banden deruda' på MovieMeter (nederlandsk)
- Olsen-banden deruda' på AllMovie (engelsk)
- Olsen-banden deruda' på Turner Classic Movies (engelsk)
- Olsen-banden deruda' på The Movie Database (engelsk)
- Olsen-banden-lokationer